# Cai Shangyan
Cai Shangyan (né le 25 septembre 1962) est un athlète chinois, spécialiste des courses de fond.

## Biographie
Il remporte la médaille d'or du 10 000 m lors des championnats d'Asie 1987, à Singapour.

### Palmarès
| Date | Compétition         | Lieu      | Résultat | Épreuve  | Performance    |
| ---- | ------------------- | --------- | -------- | -------- | -------------- |
| 1987 | Championnats d'Asie | Singapour | 1er      | 10 000 m | 29 min 47 s 85 |

### Records
| Épreuve  | Performance     | Lieu    | Date          |
| -------- | --------------- | ------- | ------------- |
| Marathon | 2 h 11 min 58 s | Londres | 17 avril 1988 |